# Newport Folk Festival

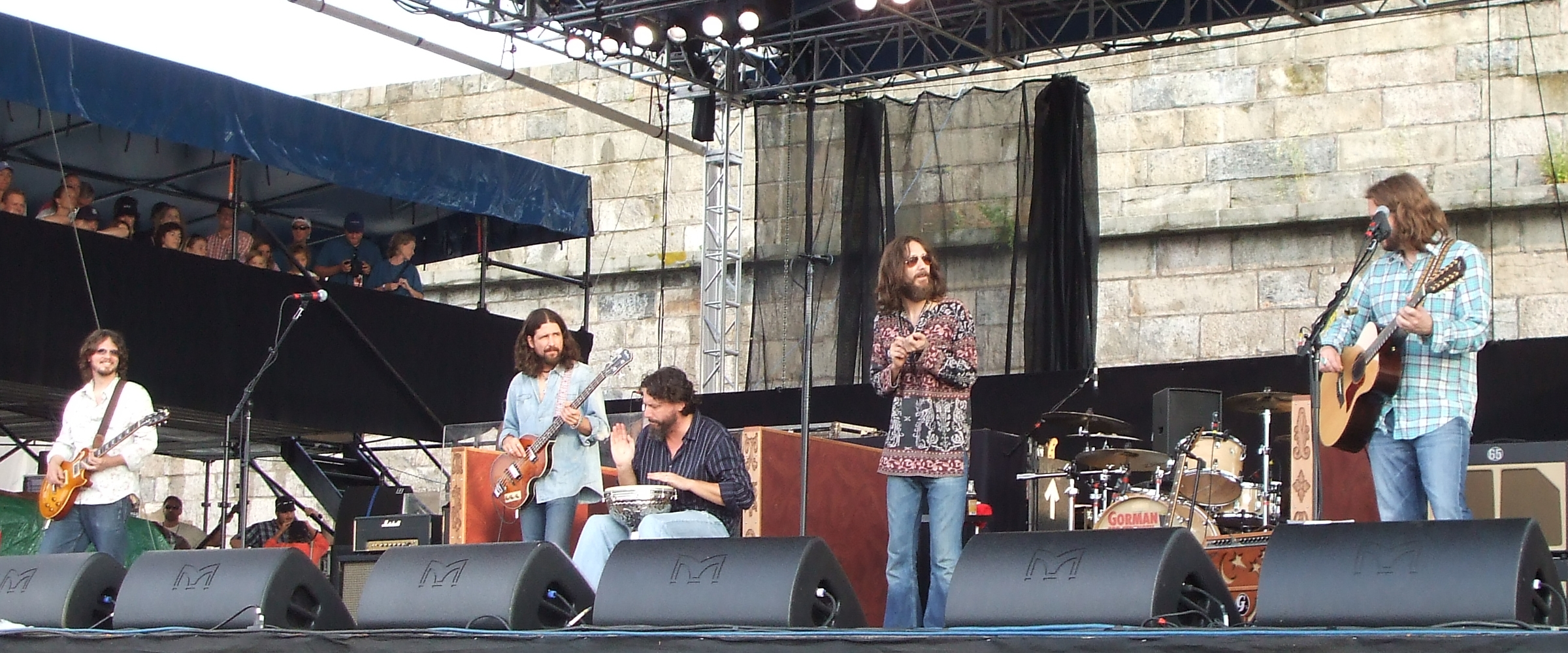
Black Crowes beim Festival 2008

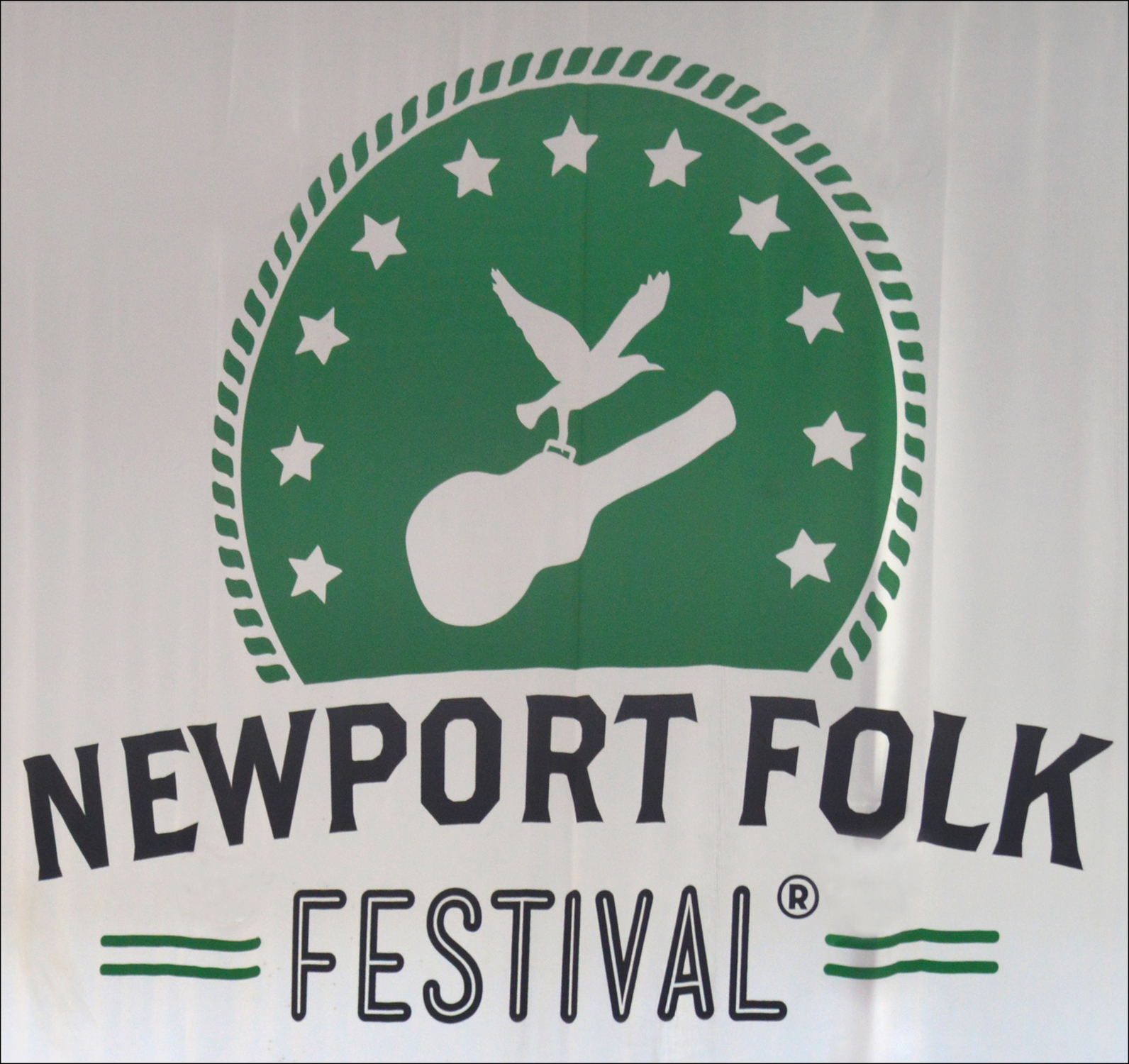
Newport Folk Festivals logo.

Das Newport Folk Festival ist ein jährliches Folkmusik-Festival, das seit 1959 in Newport in Rhode Island (USA) stattfindet.

## Geschichte
Begründet wurde das Festival von Joyce und George Wein, der bereits 1954 das Newport Jazz Festival ins Leben gerufen hatte, und Albert Grossman, dem späteren Manager von Bob Dylan. Nach einer zweijährigen Pause (1960/1961) wurde es mit Unterstützung von Pete Seeger und Theodore Bikel fortgesetzt.
Zahlreiche der bedeutendsten Blues- und Folkmusiker sind auf dem Newport-Festival aufgetreten – unter anderem John Lee Hooker, Muddy Waters, Howlin’ Wolf und Lightnin’ Hopkins. Viele andere bekannte Künstler hatten ihren ersten großen Auftritt in Newport, so etwa 1959 Joan Baez, 1963 Bob Dylan, Buffy Sainte-Marie, Phil Ochs, 1965 Donovan, 1967 Arlo Guthrie, Leonard Cohen, 1968 Pentangle und 1969 James Taylor.
Am 25. Juli 1965 wurde Bob Dylan in Newport ausgebuht und als „Verräter“ beschimpft, als er mit der Paul Butterfield Blues Band auftrat und zur Elektrogitarre griff. Seinen Auftritt brach er nach nur 15 Minuten ab; erst 2002 kam Dylan wieder nach Newport zurück.
Nachdem der Folkrock Ende der 1960er Jahre an Bedeutung im internationalen Musikgeschäft verloren hatte, geriet das Festival in Schwierigkeiten und wurde ab 1971 nicht mehr veranstaltet. Erst 1985 wurde es wiederbelebt und ist bis heute eines der Hauptereignisse der Folkmusik in den Staaten, zusammen mit dem Philadelphia Folk Festival, das seit 1960 ununterbrochen jedes Jahr stattfindet.